# El Dia del Senyor
«El Dia del Senyor» és una expressió bíblica i un tema emprat tant a l'Antic Testament com al Nou Testament, «El sol s'enfosquirà i la lluna es tornarà sang abans no arribi el dia del Senyor, dia gran i resplendent.» (Fets 2, 20). A l'Antic Testament, el significat de la frase es refereix a esdeveniments temporals, com la invasió d'un exèrcit estranger, la captura d'una ciutat i el patiment que caurà sobre els seus habitants. Això apareix sovint al primer capítol d'Isaïes. Al Nou Testament, el «Dia del Senyor» també es refereix als propis temps de l'escriptor, o a esdeveniments predits en una edat posterior de la història de la terra incloent el Judici Final i el Món Venidor. L'expressió també pot tenir un significat ample en referir-se a la primera i segona vinguda de Jesucrist.

## Ús a l'Antic Testament
S'emprà per primer cop per Isaïes i posteriorment s'incorporà als texts de la literatura profètica i apocalíptica de la Bíblia. Es basa en les imatges militars per descriure Déu com un «guerrer diví» que derrota els seus enemics. En alguns texts profètics de l'Antic Testament, els enemics del Senyor són els enemics d'Israel, i en aquestes visions el Dia del Senyor porta victòria per al poble d'Israel. D'altres profetes empren les imatges com una advertència a Israel o als seus líders i per a ells, atès que el Dia del Senyor significarà la destrucció de les nacions bíbliques d'Israel o Judà. Aquest concepte es desenvolupa a totes les escriptures jueves i cristianes en un dia del judici apocalíptic i diví en el Judici Final.
Al cànon bíblic, el primer ús directe de la frase es troba a Isaïes 2: «És el dia del Senyor de l'univers: s'alçarà per damunt dels superbs i dels orgullosos, per damunt dels altius que ell haurà abaixat» (Isaïes 2, 12). Un altre ús més primerenc de la frase es troba a Amós 5, 18-20.

## Ús al Nou Testament
Aquesta promesa també és recollida al Nou Testament, quan Joel 2, 28-32 és citat a Fets 2, 17-21. La frase també s'empra a 1 Tessalonicencs 5, 2 per referir-se al rapte o per a la tornada de Jesús.
La frase al·ludeix a un judici per recompenses eternes a 2 Corintis 1, 14, on diu: «allò que ja heu entès en part: que us podeu sentir orgullosos de nosaltres, com ens en sentirem de vosaltres el dia que vindrà Jesús, Senyor nostre».
El Llibre de l'Apocalipsi descriu el Dia del Senyor com un temps apocalíptic de la ira de Déu Totpoderós, que ve sobre aquells que siguin jutjats dolents. Les imatges del text mostren tot home amagant-se a les roques de les muntanyes durant un terratrèmol important per tractar d'amagar-se de la ira de Déu, mentre que els fenòmens celestes giren al voltant del roig sang de la lluna i de la foscor del sol (Apocalipsi, 6, 12-17). Aquests fenòmens celestes també són mencionats a Joel 2, 31, que prediu el mateix ordre precís dels esdeveniments mencionats a Apocalipsi: la lluna es torna de color roig sang i el sol s'enfosqueix abans del gran Dia del Senyor. Mateu 24, 29-31 menciona el mateix esdeveniment, tanmateix, col·loca el fenomen celeste com una cosa que ocorre després de la «tribulació d'aquells dies». El Dia del Senyor també és mencionat a 2 Pere 3, 10: «Però el dia del Senyor vindrà, i arribarà com un lladre. Aquell dia el cel desapareixerà amb un gran estrèpit, els elements del món, abrandats, es dissoldran, i la terra quedarà al descobert amb totes les obres que s'hi han fet». D'acord amb aquests passatges, sembla doncs que el Dia del Senyor és un esdeveniment estretament lligat amb la vinguda del Messies per jutjar el món.